# American Journal of Sociology
Pour les articles homonymes, voir AJS.
L'American Journal of Sociology (AJS) est une revue bimensuelle américaine de sociologie. Créée en 1895 au département de sociologie de l'université de Chicago, l'AJS est la plus ancienne revue américaine de sociologie. Son siège social se situe à Chicago juste au sud de Midway Plaisance sur le campus de l'université de Chicago. Son premier directeur est Albion Small, qui créa le département de sociologie de l'université de Chicago.

## Directeurs de la publication
- Albion Small (1895–1926)
- Ellsworth Faris (1933–1936)
- Ernest Burgess (1936–1940)
- Herbert Blumer (1940–1952)
- Everett Hughes (1952–1957)
- Peter Rossi (1957–1958)
- Everett Hughes (1959–1960)
- Peter Blau (1960–1966)
- C. Arnold Anderson (1966–1973)
- Charles Bidwell (1973–1978)
- Edward Laumann (1978–1984)
- William Parish (1984–1992)
- Marta Tienda (1992–1996)
- Edward Laumann (1996–1997)
- Roger V. Gould (1997–2000)
- Andrew Abbott (2000–2016)
- Elisabeth S. Clemens (2016–aujourd'hui)